# Нациос, Эндрю
Э́ндрю Сти́вен На́циос (англ. Andrew Steven Natsios; род. 22 сентября 1949, Филадельфия, Пенсильвания, США) — американский государственный служащий-республиканец, занимавший ряд должностей в штате Массачусетс и федеральном правительстве. Член Палаты представителей Массачусетса от 8-го участка округа Мидлсекс (1975—1987), председатель местного отделения Республиканской партии (1980—1987), министр администрирования и финансов в правительстве Массачусетса (1999—2000), председатель правления и CEO проекта строительства Массачусетской платной автодороги (курировал сооружение Большой траншеи) (2000—2001), администратор Агентства США по международному развитию (2001—2006), а также вице-президент религиозной некоммерческой организации «World Vision» (1993—1998) и специальный посланник США в Судане (2006—2007). В настоящее время является старшим фелло Гудзонского института (с 2008 года), профессором Школы государственного управления и государственной службы имени Дж. Буша и директором Института международных отношений имени Скоукрофта (с 2012 года). Лауреат Гуманитарной Награды Архиепископа Иакова от Американо-греческого прогрессивного просветительского союза. Ветеран войны в Персидском заливе.

## Биография

### Ранние годы и образование
Родился 22 сентября 1949 года в Филадельфии (Пенсильвания, США) в семье греков Василиоса и Эты Нациосов. Дед и бабка Эндрю иммигрировали в США из Греции. Работали на мельницах в штате Массачусетс.
В 1967 году окончил среднюю школу в Холлистоне (Массачусетс).
В 1971 году получил степень бакалавра наук в области истории в Джорджтаунском университете, где в этом же году ему было присвоено звание второго лейтенанта (Корпус подготовки офицеров запаса).
В 1979 году окончил Школу управления им. Джона Ф. Кеннеди (Гарвардский университет) со степенью магистра государственного управления.

### Карьера

#### Военная служба
В 1972—1995 годах служил в Резерве Армии США в звании второго лейтенанта. С декабря 1991 по март 1992 годы — офицер по связям с гражданской администрацией и населением в Эр-Рияде (Саудовская Аравия) в годы войны в Персидском заливе, а также офицер по административным вопросам в Эль-Кувейте (Кувейт). В январе-апреле 1993 года — член Объединённого комитета начальников штабов в Пентагоне по вопросам Сомали и Боснии. Вышел в отставку в звании подполковника.

#### Государственная служба

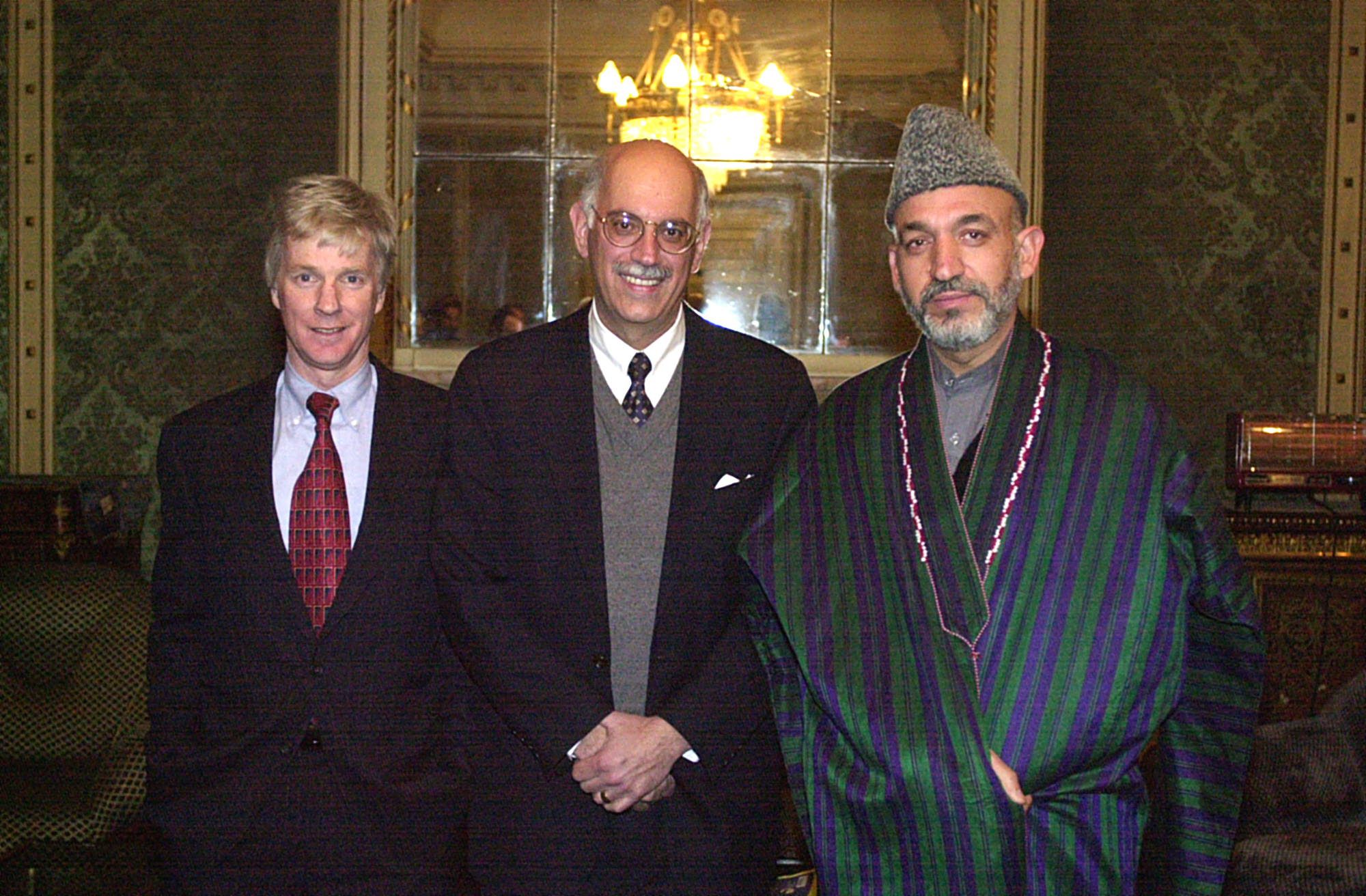
С председателем Временной администрации Афганистана Хамидом Карзаем и дипломатом США Райаном Крокером (Кабул, январь 2002)

В 1975—1987 годах — член Палаты представителей Массачусетса от 8-го участка округа Мидлсекс, в том числе председатель отделения Республиканской партии (1980—1987). В этот период был, в том числе, соавтором законодательного акта «Proposition 2½» (закон о послаблении налога на недвижимость). В 1986 году внёс законопроект об отмене «Клятвы учителей Массачусетса» — принятого в 1935 году закона, который оставался в силе даже после того как в 1967 году Верховный суд штата признал его недействительным. Инициатива Нациоса была принята без возражений.
В 1987—1989 годах — исполнительный директор Северо-восточной государственной энергетической ассоциации Милфорда.
В 1989—1991 годах — директор Отдела по оказанию помощи иностранным государствам в случае стихийных бедствий (OFDA) при Агентстве США по международному развитию (USAID). В первую же неделю пребывания в должности столкнулся с бойней на площади Тяньаньмэнь (Пекин, Китай). Другим происшествием, которое случилось в период его руководства OFDA, была крупнейшая на территории СССР железнодорожная катастрофа под Уфой.
В 1991—1993 годах — помощник администратора Бюро по продовольственной и гуманитарной помощи (сегодня Бюро по делам демократии, конфликтов и гуманитарной помощи при USAID).
В 1993—1998 годах — вице-президент религиозной некоммерческой организации «World Vision».
В 1999—2000 годах — министр администрирования и финансов Массачусетса.
В 2000—2001 годах — председатель правления и CEO самого дорого проекта в истории строительства США — сооружения Массачусетской платной автодороги. Курировал строительство Большой траншеи после скандала, связанного с перерасходом средств.

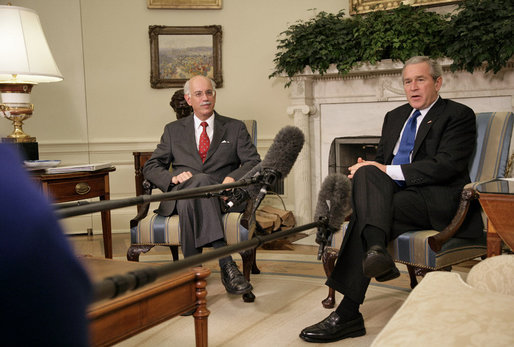
С президентом США Джорджем Бушем в Овальном кабинете (Вашингтон, октябрь 2006)

В 2001—2006 годах — администратор Агентства США по международному развитию. В этот же период был специальным координатором от правительства США по оказанию гуманитарной помощи Судану и координатором от правительства США по оказанию международной помощи при стихийных бедствиях. Был первым гражданским должностным лицом США, прибывшим в Афганистан после начала войны в этой стране.
В 2006—2007 годах — специальный посланник США в Судане. На эту должность был назначен президентом Джорджем Бушем в разгар дарфурского кризиса.

#### Академическая деятельность
В 1998—1999 годах — старший фелло Института мира США.
В 2006—2012 годах — выдающийся профессор Школы дипломатической службы имени Уолша (Джорджтаунский университет), где преподавал дипломатическую практику.
С 2008 года — старший фелло Гудзонского института.
С 2012 года — профессор Школы государственного управления и государственной службы имени Дж. Буша при Техасском университете A&M, а также директором Института международных отношений имени Скоукрофта при этом учебном заведении.

## Членство в организациях
- Эмерит-сопредседатель совета директоров Комитета США по правам человека в Северной Корее.
- Член Американской академии дипломатии[англ.].
- Член Ордена святого апостола Андрея, носит оффикий (титул) архонта Вселенского Патриархата Константинополя, присвоенного Варфоломеем I «за его выдающиеся заслуги перед Церковью», а также как известному и уважаемому лидеру православной общины.
- Член совета директоров Корпорации управления и подготовки[англ.].
- Член консультативного совета[англ.] православной благотворительной организации «FOCUS North America»[14].
- Член консультативного совета Института глобального взаимодействия (IGE)[15].
- Член консультативного совета (США) организации «Программа развития ООН».
- Бывший член совета директоров Международного центра религии и дипломатии[англ.], а также общественных организаций «InterAction» и «Международная миссия правосудия[англ.]».
- и др.[6]

## Награды и почести
- 2012 — Награда за жизненные достижения от греко-американской организации «Alpha Omega Council».
- 2011 — Награда за жизненные достижения от Общества международного развития[англ.].
- 2008 — Почётный доктор Университета имени Маркетта[англ.].
- 2002 — Почётный доктор Джорджтаунского университета.
- 1993 — Высшая почётная награда[англ.] от Государственного департамента США.
- 1993 — Почётная награда за выдающиеся достижения от Агентства США по международному развитию.
- Гуманитарная Награда Архиепископа Иакова от Американо-греческого прогрессивного просветительского союза.
- и др.[6]

## Публикации
Является автором многочисленных статей на темы внешней политики и гуманитарных катастроф (публиковался в «The New York Times», «Foreign Affairs», «The Wall Street Journal», «The Washington Post» и «U.S. News & World Report»), а также трёх книг: «Sudan, South Sudan, and Darfur: What Everyone Needs to Know» (издательство Оксфордского университета, 2012), «The Great North Korean Famine» (Институт мира США, 2001) и «U.S. Foreign Policy and the Four Horsemen of the Apocalypse» (Центр стратегических и международных исследований, 1997).
Участвовал в подготовке тринадцати книг.

## Личная жизнь
В браке с супругой Элизабет имеет дочь Эмили и сыновей Александра и Филипа.